# Гай Ауфидий Марцелл
Гай Ауфидий Марцелл (лат. Gaius Aufidius Marcellus) — римский государственный деятель первой половины III века.

## Биография
Авторы Prosopographia Imperii Romani предполагают, что отцом или родственником Гая был сенатор Ауфидий Коресний Марцелл, который происходил из памфилийского города Сагаласс.
Около 205 года Марцелл находился на посту консула-суффекта. Затем, в период между 219 и 222 годом, он был проконсулом провинции Азия. В 226 году Гай занимал должность ординарного консула вместе с императором Александром Севером.
Его родственником, возможно, был также легат пропретор Фракии при Филиппе I Арабе Коресний Марцелл.